# Phòng học cá nhân

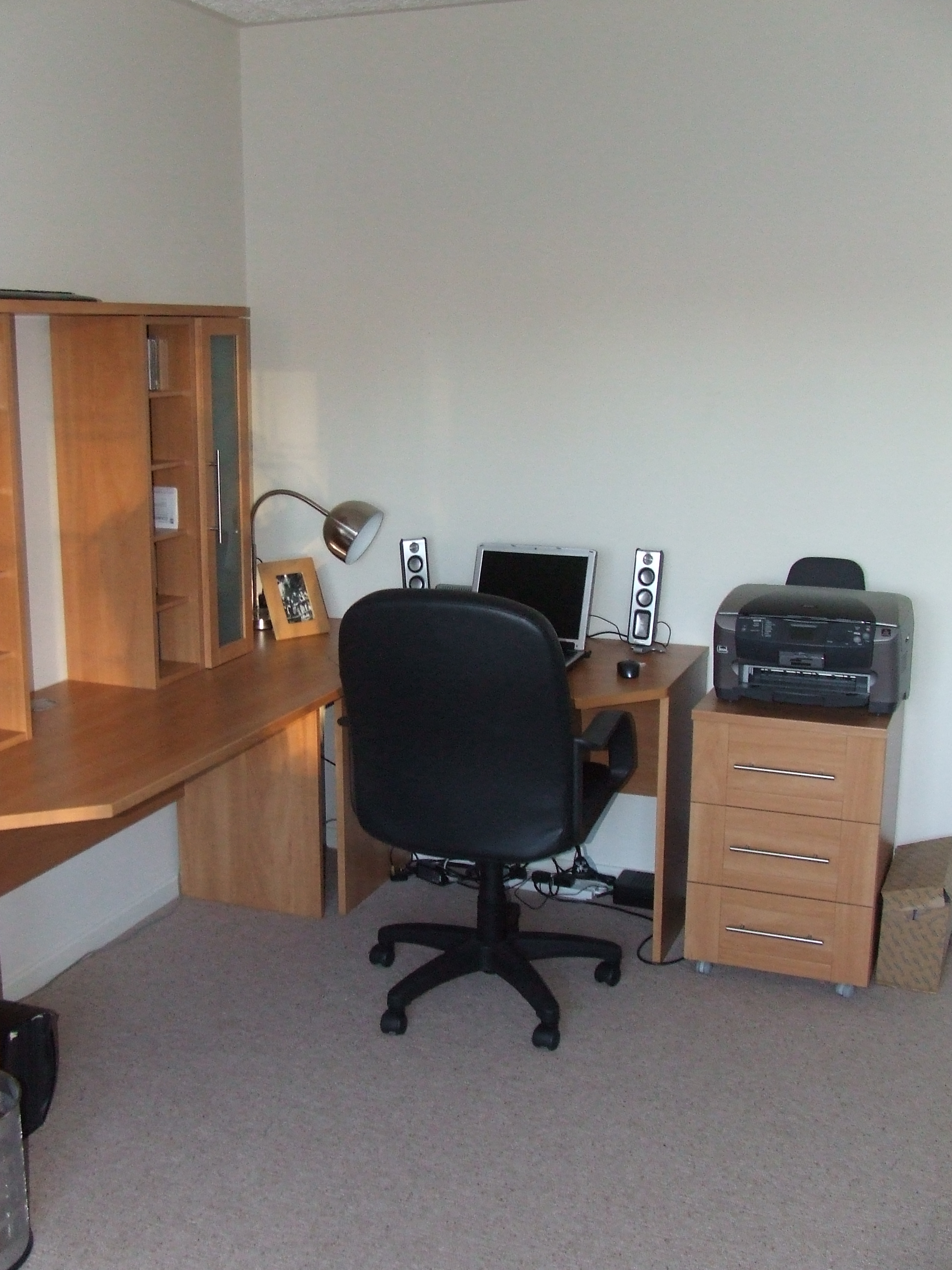
Một phòng học hiện đại

Phòng học hay phòng học tập ở nhà hay góc học tập là một căn phòng được bố trí trong một ngôi nhà và được sử dụng cho việc nghiên cứu, học tập, lưu trữ các sách vở, giấy tờ, để máy tính, hay làm phòng đọc. Phòng có thể là nơi một hoặc nhiều thành viên trong nhà sử dụng để học tập khi còn đi học hoặc để nghiên cứu một thú vui hay sở thích nào đó. Phòng này thường đặt ở khu vực yên tĩnh trong nhà. Trước đây, phòng học của một ngôi nhà dành riêng cho sử dụng làm phòng đọc sách của một người cha trong gia đình (thường là chủ hộ gia đình).
Một phòng học tập điển hình ngày nay thường có một bộ bàn ghế chuyên dụng, máy vi tính, một hai ngọn đèn bàn và kệ sách. Một phòng ngủ cũng có thể được sử dụng như là một phòng học, nhưng nhiều gia đình hiện đại có một phòng đặc biệt được dành riêng làm không gian nghiên cứu. Phòng này thường nằm trong một khu vực thuận tiện trên tầng chính của ngôi nhà và có thể là nơi đặt thư viện. Ngày nay sự ra đời và phát triển của truyền thông, điện tử và công nghệ, máy tính, mạng Internet đã tạo nên một nhu cầu có không gian riêng để dành nghiên cứu nên phòng học tập dần trở nên quan trọng trong một ngôi nhà giống như phòng ngủ, phòng tắm, phòng khách....